# Joannes Josephus Schillings
Joannes Josephus (Jef) Schillings (Hulsberg, 27 maart 1899 – Schimmert, 24 juni 1949) was regisseur van het Zuid-Limburgs Toneel. Met dit semi-professionele toneelgezelschap streefde hij naar een hoog niveau. Er werden meer dan honderd voorstellingen per seizoen gegeven, veelal in openluchttheaters in de regio. Ook tijdens de eerste twee jaren van de Tweede Wereldoorlog werd onverminderd doorgespeeld. 
Bij Schillings thuis in Aalbeek was een groot magazijn voor toneelkleding gevestigd. Hiervan werd gebruikgemaakt door verschillende regionale toneelgezelschappen. 
Jef Schillings was werkzaam als onderwijzer in Hulsberg. Hij overleed aan een hartstilstand, terwijl hij terugreed naar huis na afloop van een toneelvoorstelling.
- Virtual International Authority File: 57154921345363591738